# Kępa (powiat lubelski)
Kępa – wieś w Polsce położona w województwie lubelskim, w powiecie lubelskim, w gminie Borzechów.
| SIMC    | Nazwa | Rodzaj    |
| ------- | ----- | --------- |
| 0379212 | Korea | część wsi |

Wieś szlachecka położona była w drugiej połowie XVI wieku w powiecie lubelskim województwa lubelskiego. W latach 1975–1998 miejscowość należała administracyjnie do województwa lubelskiego.
Wieś stanowi sołectwo gminy Borzechów. Według Narodowego Spisu Powszechnego z roku 2011 wieś liczyła 208 mieszkańców.
Wierni Kościoła rzymskokatolickiego należą do parafii Najświętszego Serca Jezusowego w Kłodnicy Dolnej.